# Slickenside Face
Koordinaten: 77° 40′ S, 166° 44′ O
Slickenside Face (englisch) ist eine Felswand auf der antarktischen Ross-Insel. Sie ist Teil der Kliffs des Turks Head am Ufer der Erebus Bay.
Der australische Geologe Frank Debenham benannte sie 1912 im Zuge der Terra-Nova-Expedition (1910–1913) unter der Leitung des britischen Polarforschers Robert Falcon Scott. Namensgebend ist der englischsprachige Begriff für eine rutschige Fläche in einem geologischen Bruch. 